# Villa Poppaea

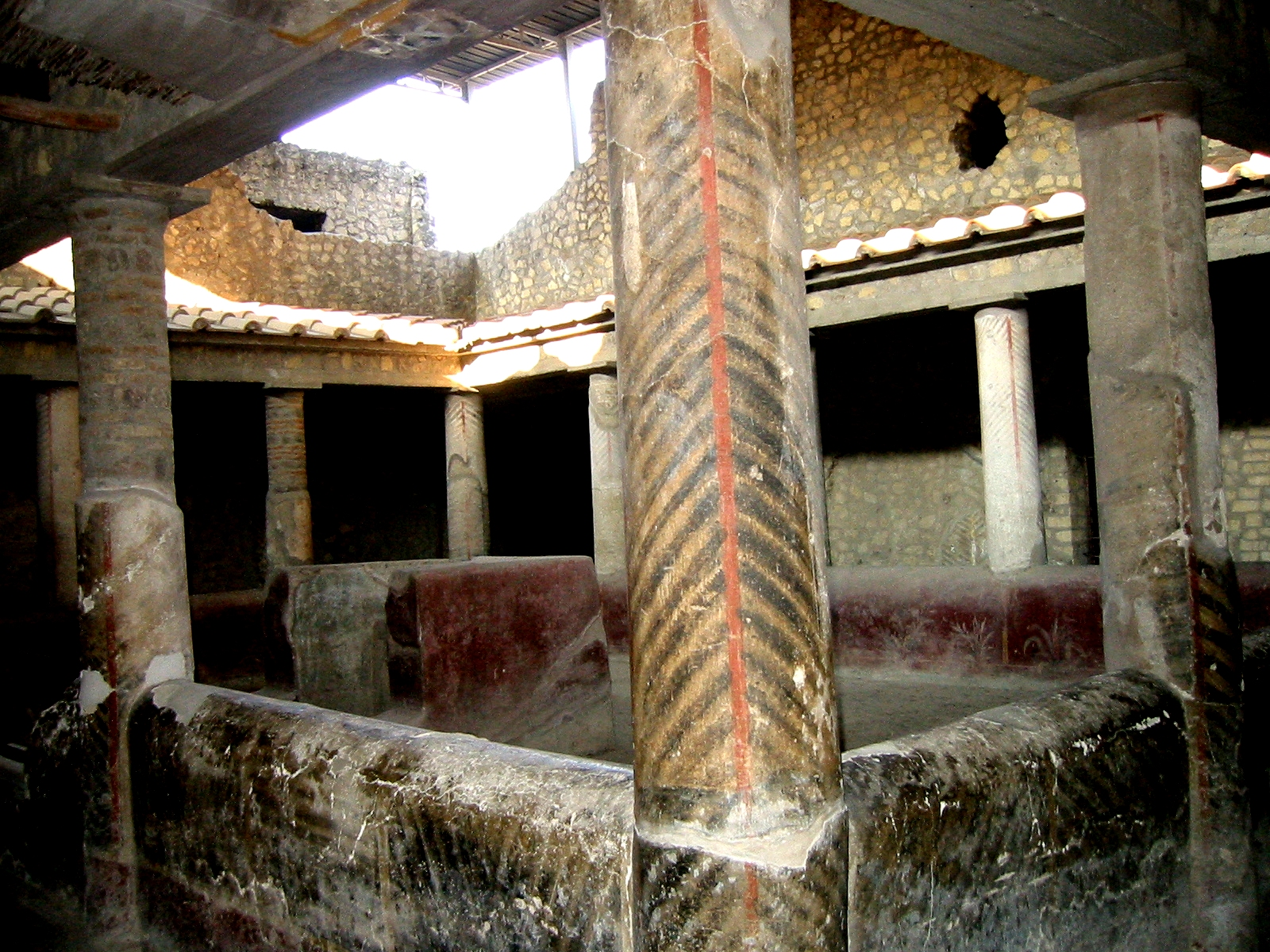
Le péristyle

La Villa Poppaea est une villa romaine se trouvant entre Naples et Sorrente, dans l'actuelle province de Naples, dans le sud de l'Italie ; elle fut construite vers le Ier siècle.
C'est une grande structure construite dans la ville romaine d'Oplontis (la moderne Torre Annunziata), environ 10 mètres plus bas que le niveau moderne.

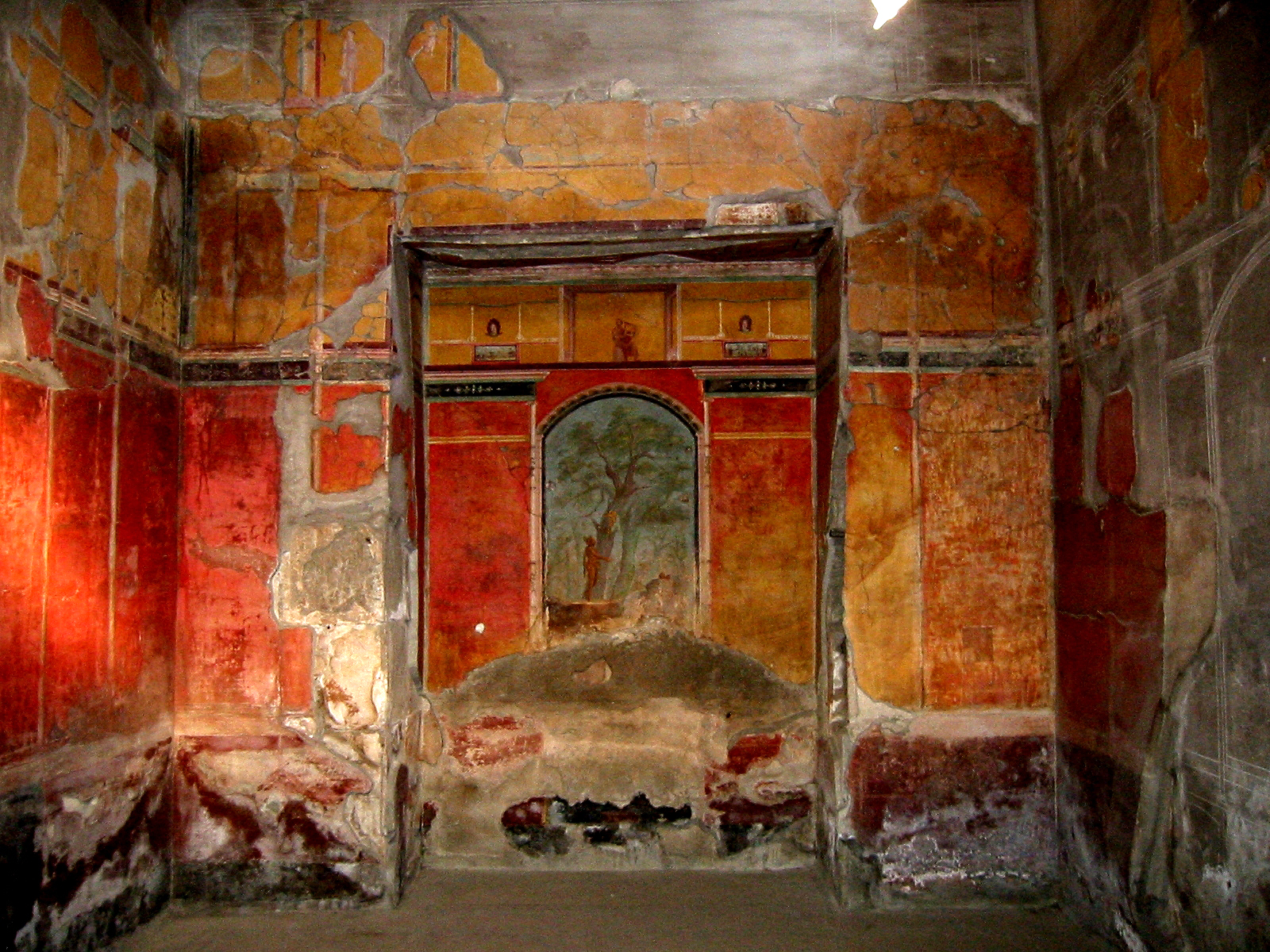
Le caldarium.

Elle appartenait à l'empereur Néron et servait de résidence principale à sa seconde épouse, Poppaea Sabina, lorsqu'elle ne se trouvait pas à Rome. Les preuves archéologiques suggèrent qu'elle était inhabitée lorsque le Vésuve est entré en éruption en 79 et probablement en cours de reconstruction et de redécoration après le tremblement de terre de 62. Poppée est morte en 65, très probablement des suites de coups portés par Néron à son ventre alors qu'elle était dans les derniers mois de sa grossesse.
Les fresques qui décorent les murs sont parmi les mieux préservées de cette époque, tant pour leurs formes que pour leurs couleurs. Le toit est resté largement intact pendant l'éruption, ce qui explique en grande partie l'état de conservation des lieux.

## Hypothèse d'attribution

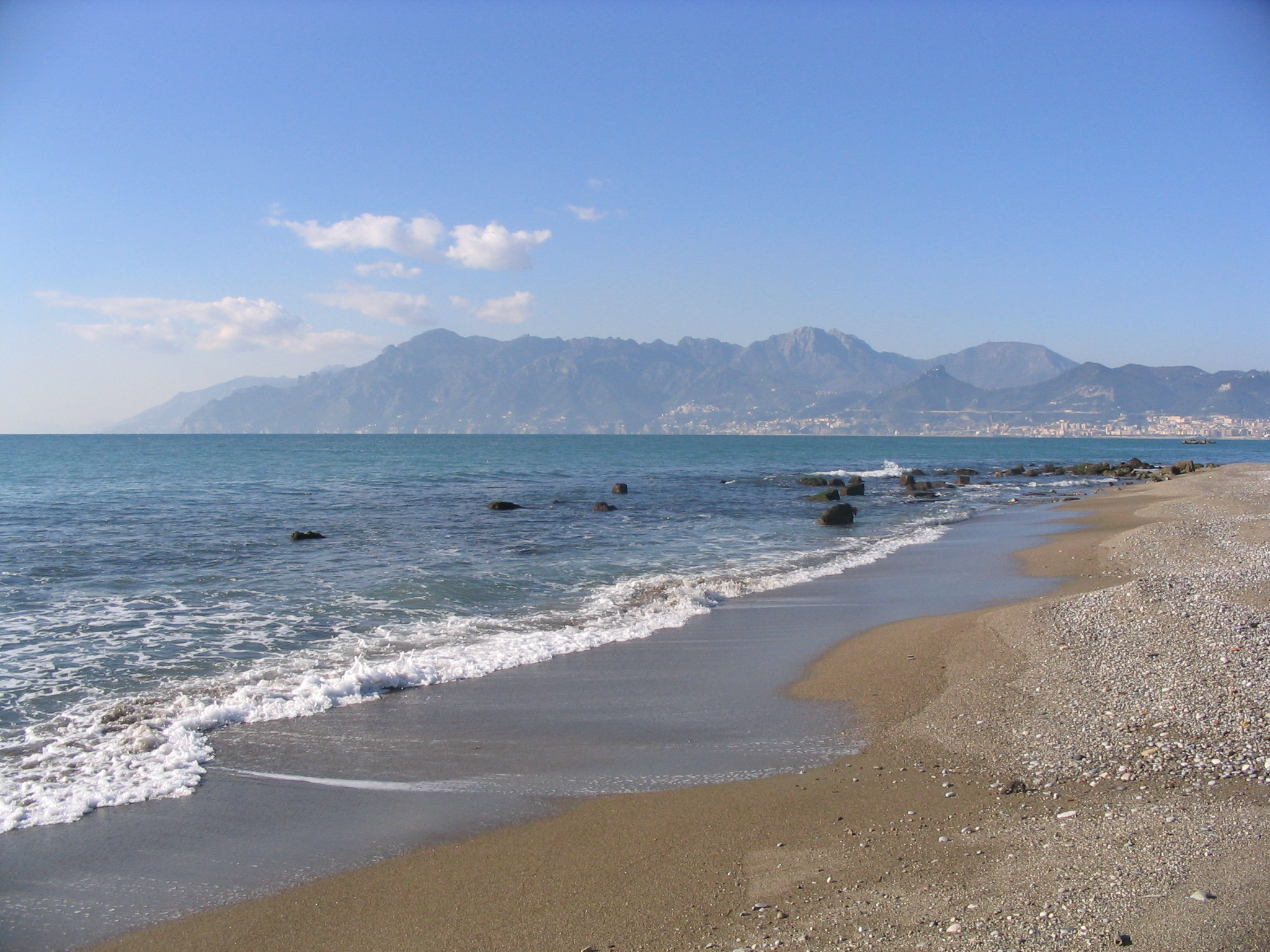
La villa donnait sur les monts Lattari et la mer

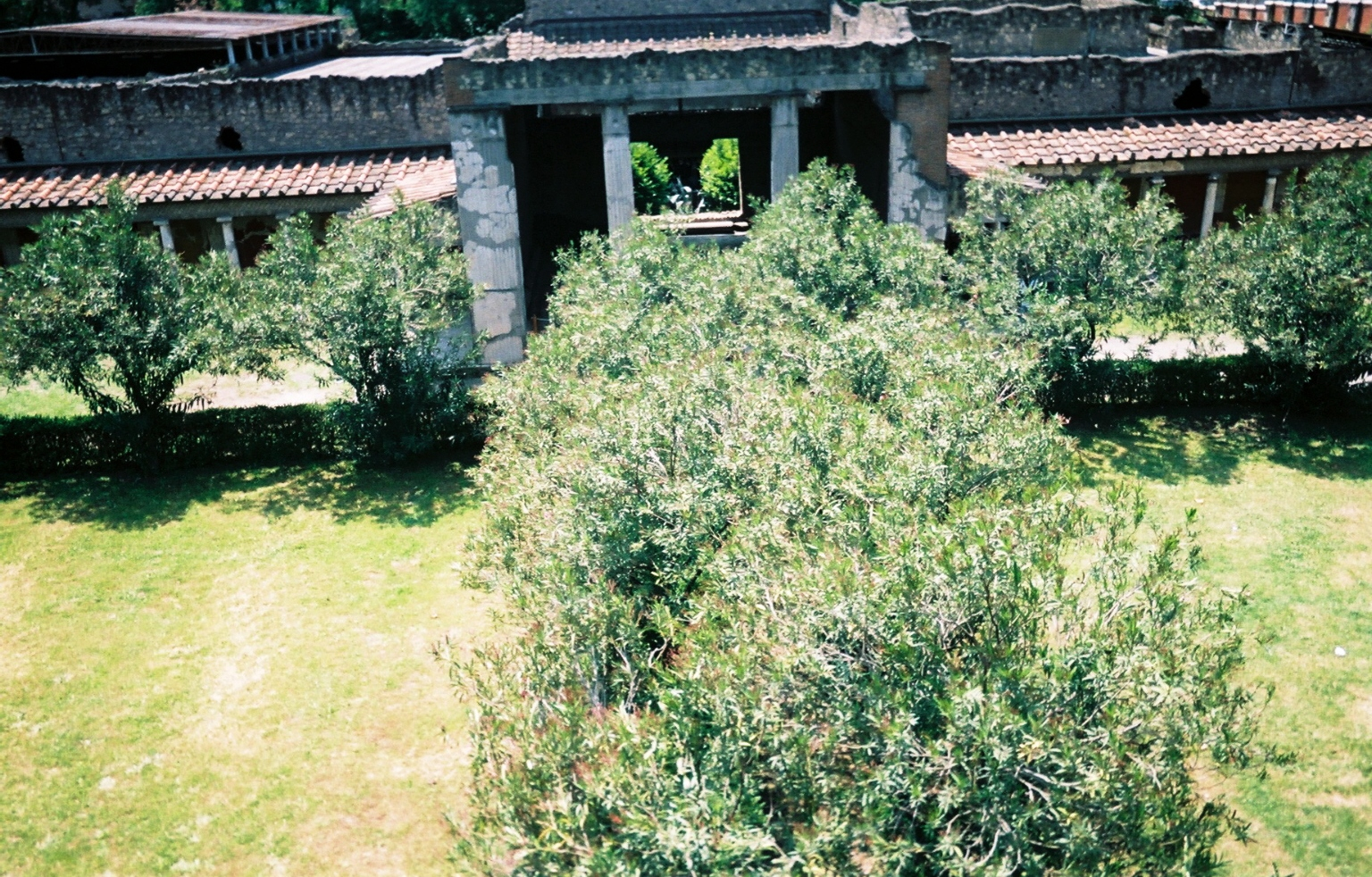
Accès à la Villa de Poppée

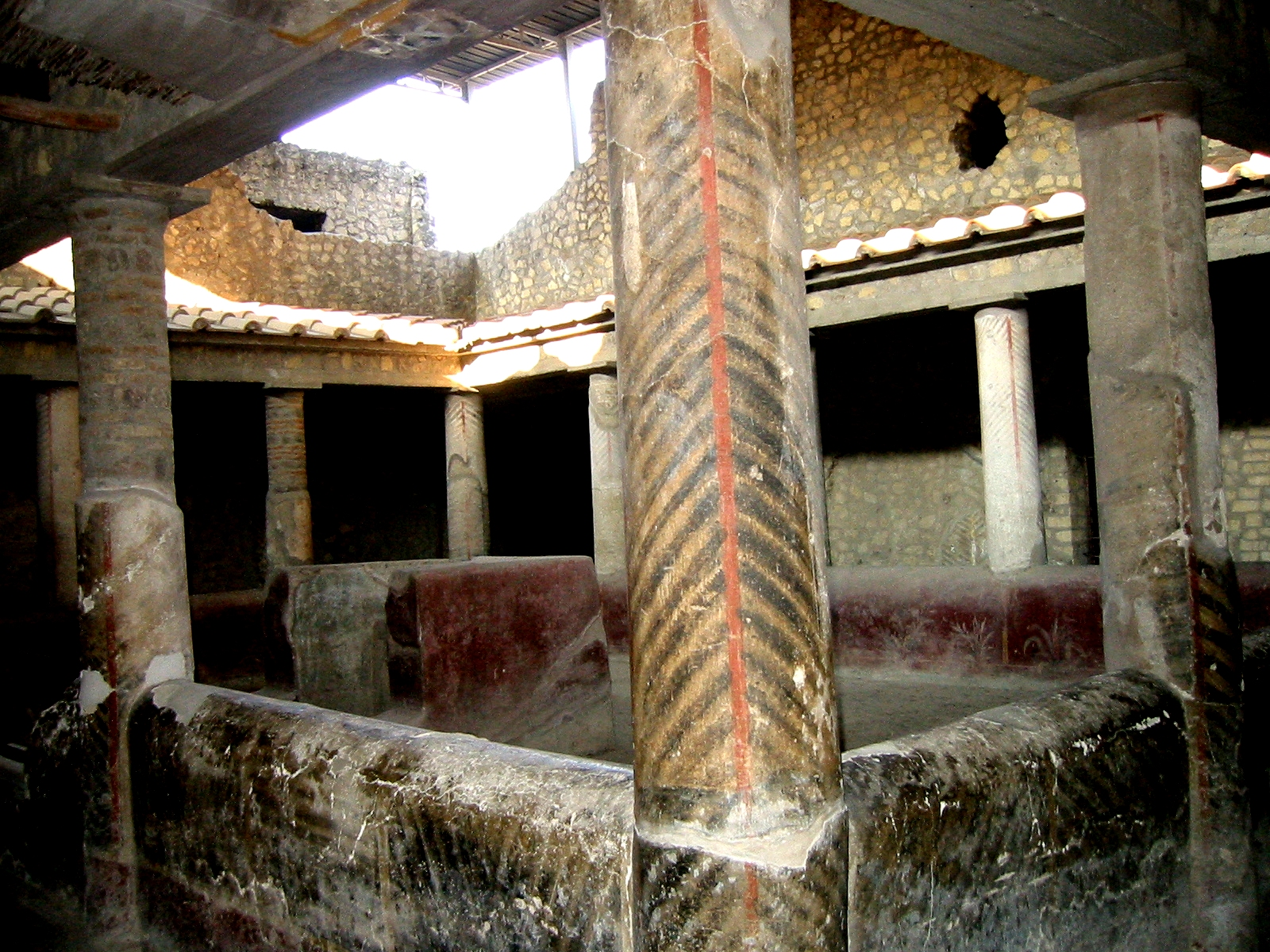
Péristyle

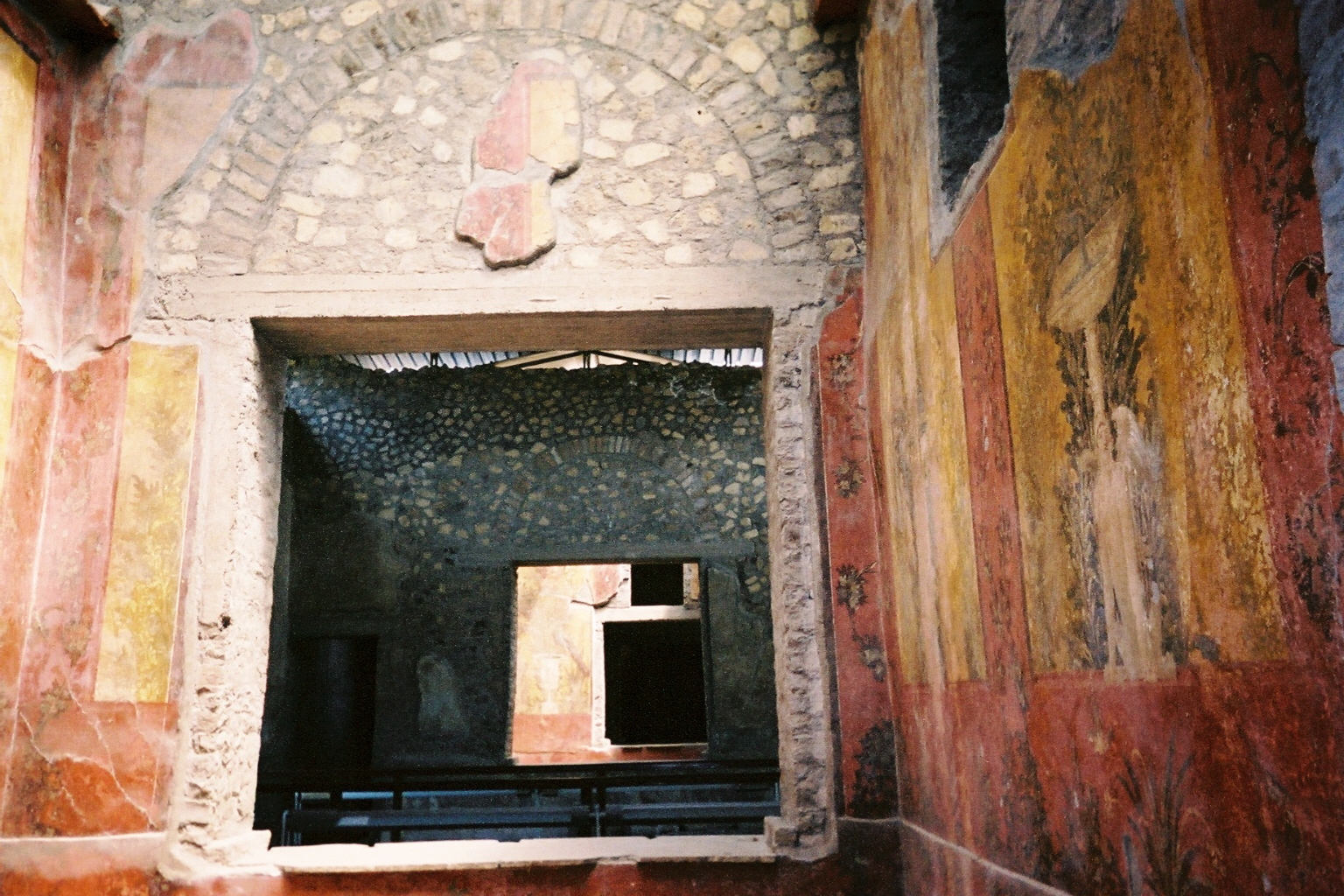
Enfilade des pièces

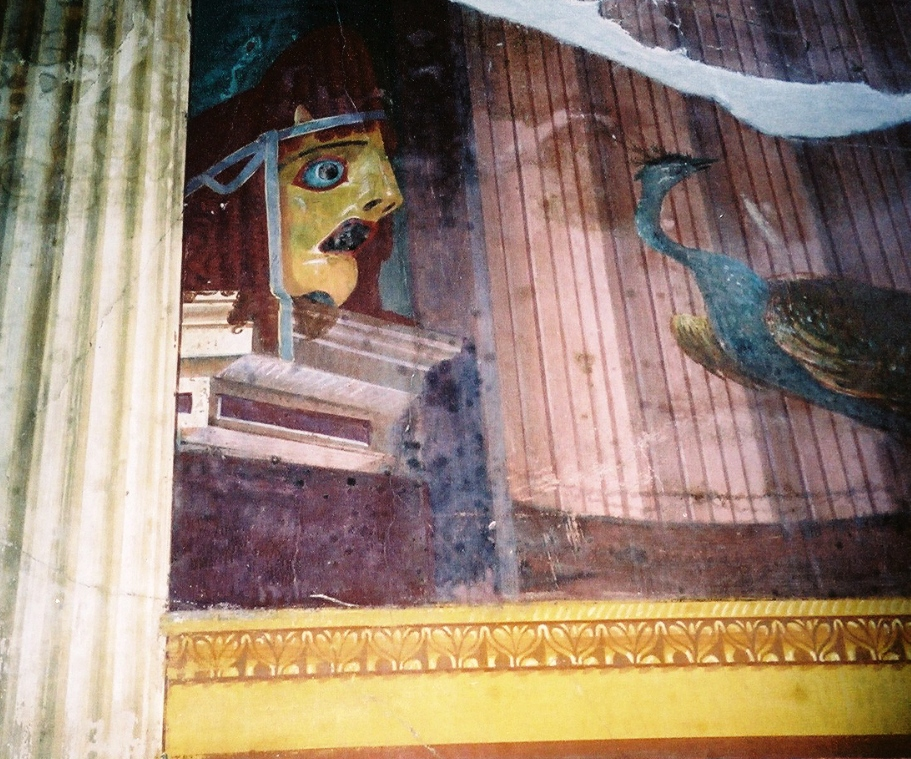
Œcus

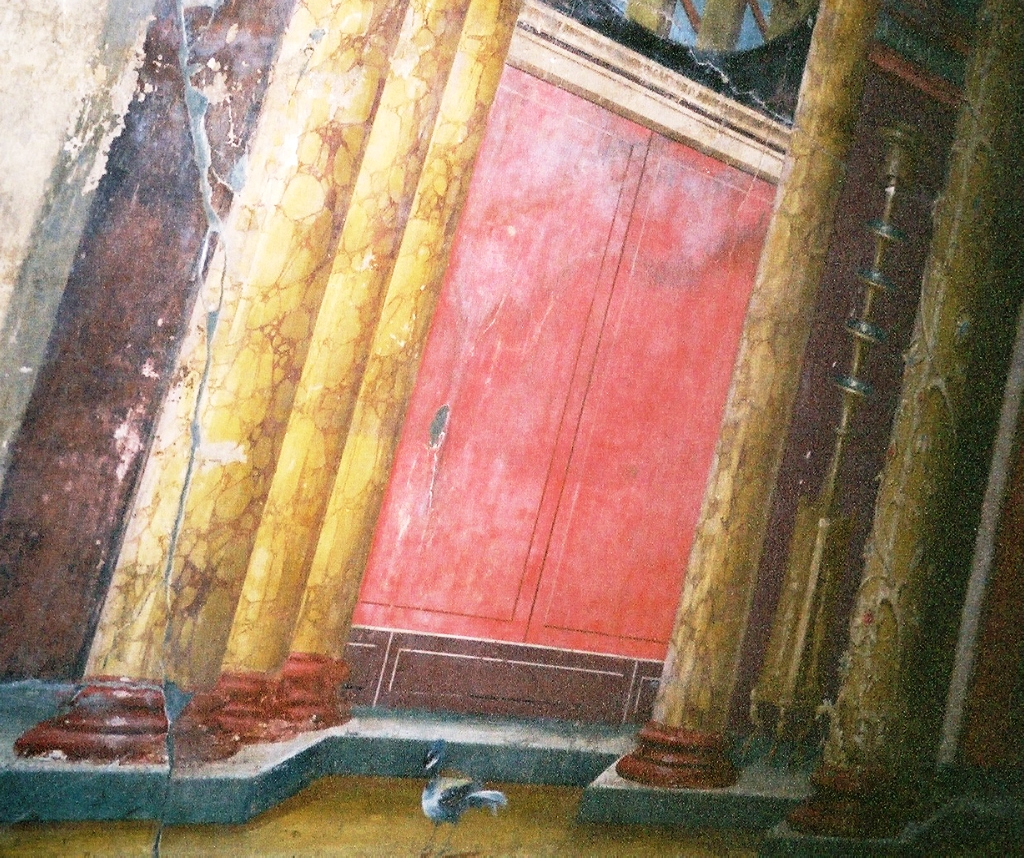
Triclinium

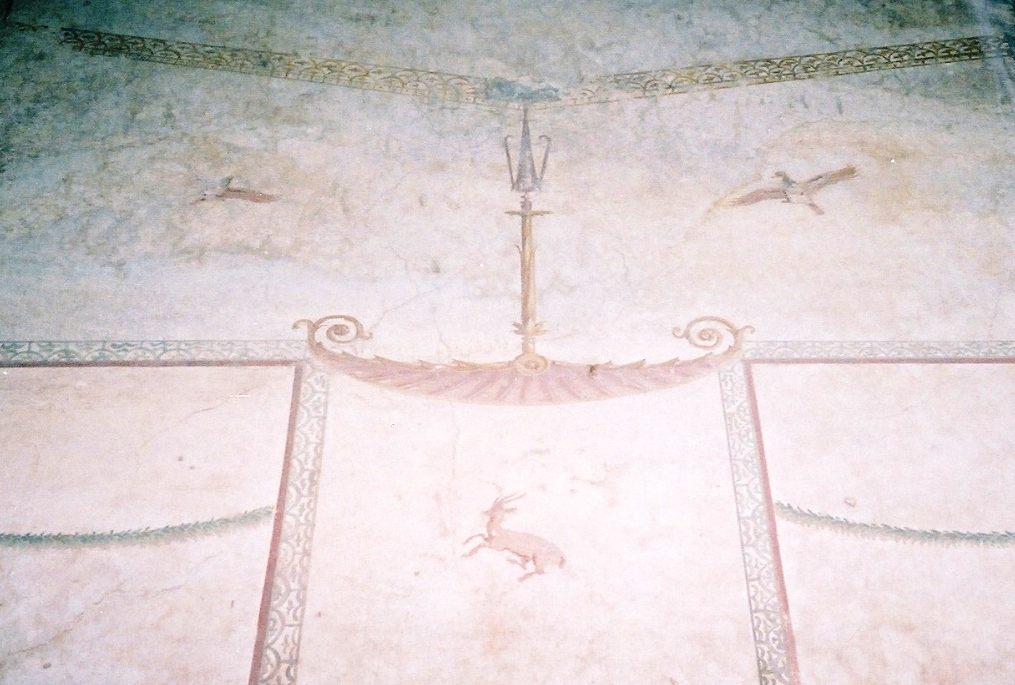
Pièce 66

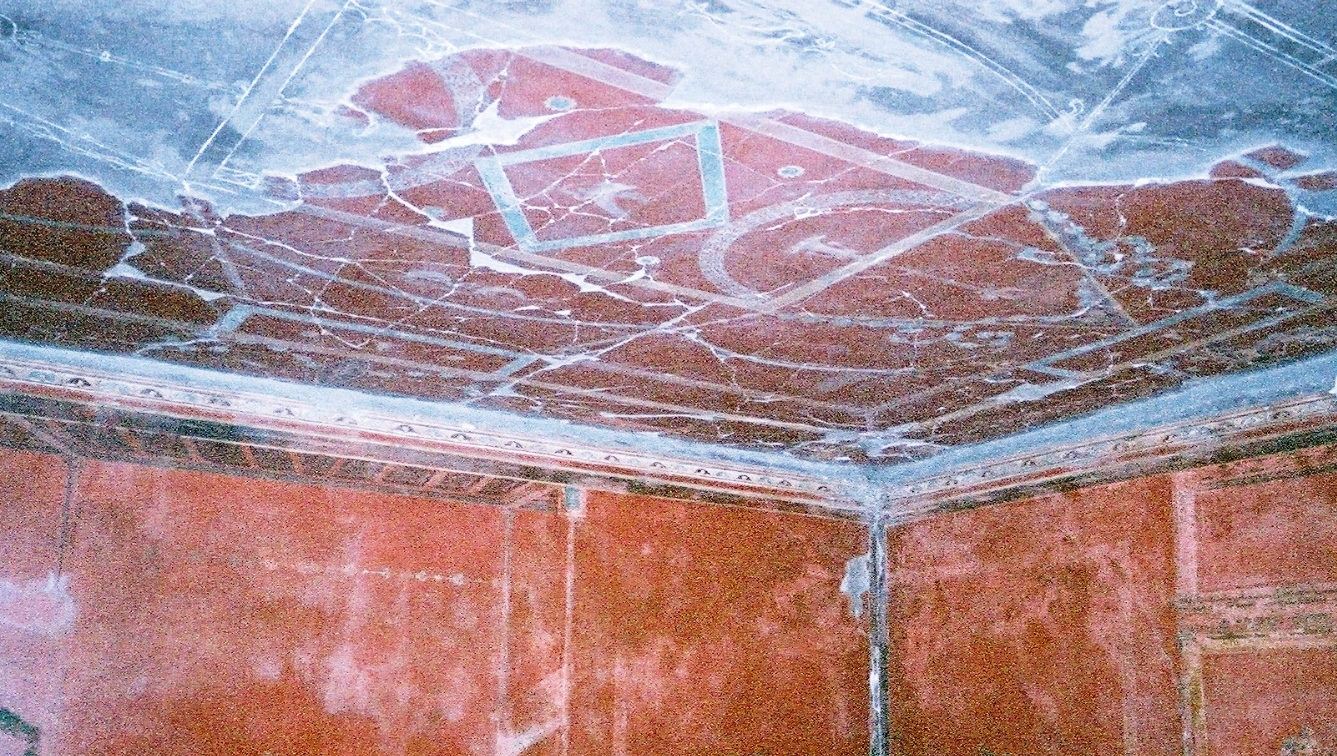
Pièce 81

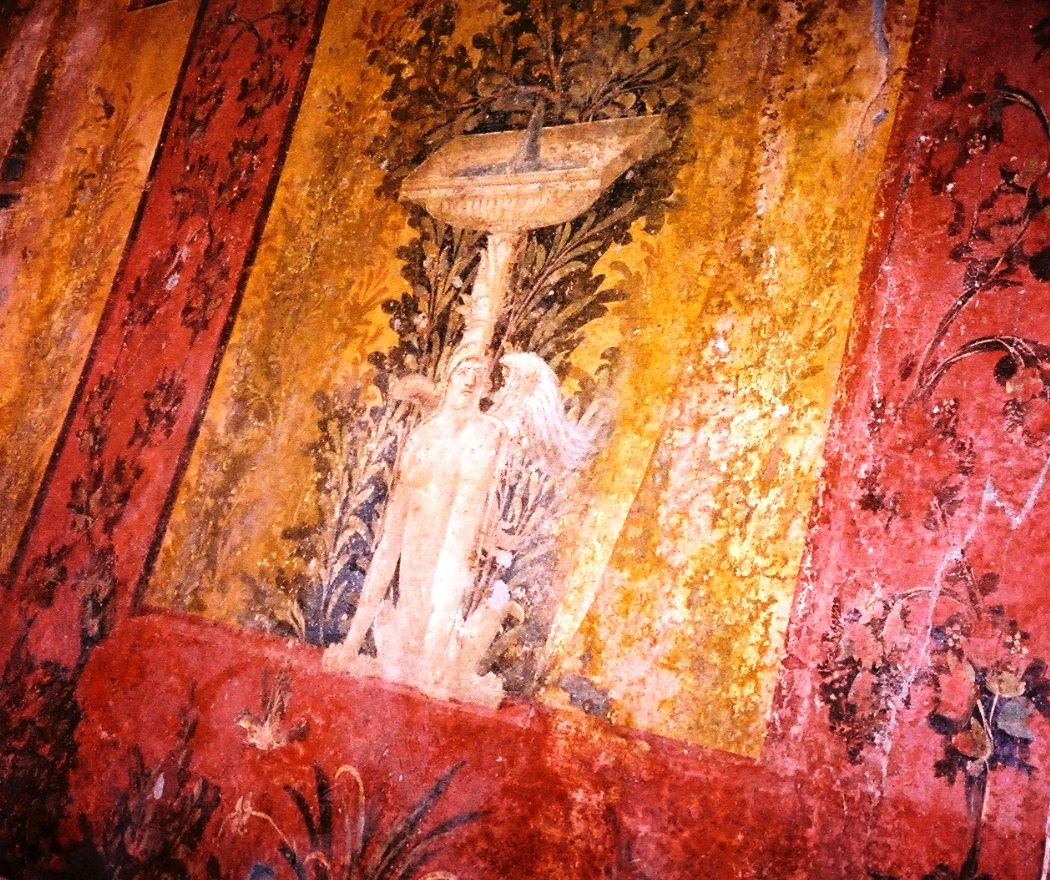
Viridarium

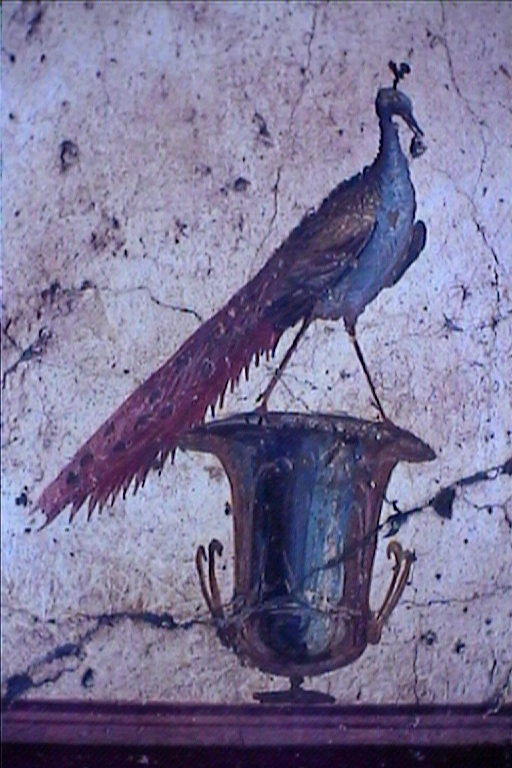
Le paon, attribut de Junon, épouse de Jupiter, surreprésenté sur les murs de la villa de Poppée

Sa datation coïncidant, pour sa deuxième phase architecturale, avec la période néronienne, et son caractère somptueux permettant difficilement de l'imaginer occupée par un simple particulier, l'hypothèse de l'attribution de cette villa à Poppea Sabina, est unanimement admise, l'appartenance de l'impératrice à la Gens Poppea, riche famille pompéienne, venant encore corroborer cette conjecture. Cependant, une incertitude demeure au sujet de la date de cette acquisition par Poppée ou par sa famille et l'on peut également s'interroger quant à l'occupation de la villa entre 65 (date de la mort de Poppée) et 79.
La villa  donnait alors sur les monts Lattari, désormais masqués par les constructions récentes de la ville, et sur la mer Tyrrhénienne, dont le rivage est maintenant plus lointain, le sommet du Vésuve se détachant sur l'arrière. Elle semble avoir eu une position relativement isolée parmi de vastes jardins, qui pourrait témoigner du souci de ses propriétaires de ne pas se mêler au peuple, confirmant par là son caractère aristocratique. 
Des statues, certainement destinées à l'ornementation des jardins et de la piscine, ont été retrouvées dans un dépôt ; des tambours de colonnes et divers matériaux étaient entreposés le long des parois d'un salon ; aucun des accessoires nécessaires à la vie quotidienne n'a été découvert. Tout ceci permet de supposer que la villa, au moment de l'éruption du Vésuve, était en travaux et de ce fait inhabitée.

## Architecture
Lors de sa première phase de construction, (environ 45 av. J.-C.), la villa a pu appartenir au préteur Marcus Pupius Piso. La pars urbana est alors constituée de deux séries de pièces distribuées de part et d'autre d'un axe central rectangulaire formé par un atrium ouvert sur un impluvium, un jardin intérieur et un triclinium, de très vastes dimensions. 
Le corps de logis situé à l'ouest est résidentiel et composé de diaetae avec des cubicula disposées autour d'un autre triclinium moins important, et d'un ensemble thermal constitué de praefurnium, caldarium et tepidarium et organisées autour d'un oecus et d'un portique tétrastyle. 
Les locaux intérieurs de la zone sont en partie consacrés aux fonctions serviles avec, à l'étage supérieur, le quartier des esclaves. Les graffitis en grec trouvés sur les murs de la villa démontrent un degré de culture correspondant au niveau indispensable pour assurer des fonctions auprès de maîtres de la classe aristocratique. Cette aile dans laquelle se trouve le laraire est organisée autour d'un péristyle. Les chambres, donnant sur l'extérieur, sont dotées d'un caldarium et d'une latrine.
Encore plus à l'est et séparé de l'édifice principal existait alors une pars rustica dans laquelle a été conservé un torcularium qui indique l'appartenance de la villa rustica à un praedium planté de vignes ou d'oliviers. 
Lors de la seconde phase architecturale, à l'époque julio-claudienne, est ajouté à cette première implantation orientale un impressionnant quartier résidentiel ouvrant sur une natatio de 60 mètres sur 17 qui n'a rien à envier à celle de la Villa des Papyrus à Herculanum (66 mètres sur 7). Deux nouveaux ensembles d'habitation destinés à l'otium sont organisés autour de la piscine. Le premier, situé au nord est construit entre deux portiques et constitué d'une immense salle centrale prolongée de chaque côté d'une symétrie de salles à peine plus modestes. Entre le salon central et ces salles viennent s'intercaler des viridaria où l'on voit l'antique hortus entrer dans la maison pour devenir salon de verdure. Les ouvertures percées en vis-à-vis dans chacune de ces pièces offrent une époustouflante continuité de perspective sur toute la longueur de l'ensemble.
Un second ensemble vient fermer le portique à l'angle sud-ouest de la piscine. Il abrite notamment une pièce sophistiquée dont Donatella Mazzoleni précise : 
"… dont les fenêtres s'ouvraient sur la natatio et qui était doté d'un décor rarissime à lambris de bois sur les murs (malheureusement perdu), et de marbres colorés en opus sectile sur le dallage. La comparaison avec une diaeta similaire dans la villa de saint Marc, à Stabies, montre qu'il s'agissait d'un élément architectural en vogue pour les portiques bordant les piscines."
L'hiatus, que l'on retrouve dans la villa des Papyrus à Herculanum et la villa San Marco à Stabies, dans la liaison entre l'ancien et le nouvel ensemble architectural témoigne du caractère nouveau de l'intérêt des riches Romains pour les bassins, dont Pline confirme dans une de ses Lettres l'utilisation effective comme natatoriae.
Ces espaces de la première et de la deuxième phase sont savamment articulés avec l'immensité des jardins extérieurs ornés de statues et plantés de platanes ou cultivés en prairie et prolongés par un bosquet grâce aux talents conjugués d'un architecte et d'un topiarius.

### Décor pictural

#### Rappel de la définition des 4 styles de peinture pompéiens
- 1er style (du IVe au début du Ier siècle av. J.-C.)  : imitation avec de simples revêtements de stuc polychrome des grandes dalles ou des incrustations de marbre des palais hellénistiques. Les tableaux de chevalet sur panneau de bois sont placés dans des encadrements de stuc. Des éléments en saillie divisent la paroi.
- 2e style (80 à 15 av. J.-C.) : introduction de la perspective, "dématérialisation" des murs, création d'une illusion théâtrale de vastes volumes ouverts sur d'autres espaces encore plus amples et encore plus somptueux. Les tableaux originaux sont reproduits directement sur les murs, comme de véritables tableaux de bois ou comme s'il s'agissait, en trompe-l'œil, de vues par les fenêtres, qui ne s'ouvrent jamais sur des scènes du quotidien mais décrivent des épisodes mythologiques ou historiques
- 3e style (15 av. J.-C. à 50 apr. J.-C.) : parfois qualifié de julio-claudien. Plus de trompe-l'œil, le décor devient plat. Le mur est divisé horizontalement et verticalement et subdivisé en carrés et rectangles colorés. Les paysages idylliques remplissent tout le panneau central. Des miniatures aux couleurs vives sont peintes sur des fonds noir ou blanc.
- 4e style (50 à 79 apr. J.-C.) : retour de la perspective et de l'illusionnisme du trompe-l'œil. Accumulation et superposition baroques d'animaux exotiques ou fantastiques et d'éléments architecturaux imbriquées. Scènes mythologiques à caractère initiatique ou à intention morale. Les couleurs sont plus nettes et des oppositions chromatiques apparaissent. De petites figurines et des festons ornent des trompe-l'œil figurant des tapis muraux.

### Décor de la villa
- Corps de logis ouest :

Atrium, Triclinium, oecus, cubitula et diaetae : 2e style
Cuisine et thermes : 3e et 4e styles
- Aile orientale :

Aires de service : bandes jaunes et bleues
Chambres : 2e, 3e et 4e styles
Portiques sud et nord : 4e style
Cette première partie de la villa, d'époque républicaine, a fait l'objet d'une rénovation du décor pictural lors de la construction de la deuxième phase, d'architecture impériale : il est donc malaisé de déterminer pour certains des décors s'ils relèvent de la 1re ou de la 2e phase.
- 2e phase architecturale :

milieu ou fin du 4e style (fresques du portique comparables à celles de la chambre 7 de la maison du Centenaire à Pompéi)
Contrairement aux fresques de Pompéi ou d'Herculanum dont une partie a été transportée au Museo archeologico nazionale Napoli ou à celles de la villa de Boscoreale exposées au Metropolitan Museum of Arts, la totalité des fresques d'Oplontis, parmi les plus belles du monde romain, sont gardées sur site en parfait état de conservation. La qualité du 2e style pompéien porté ici à son apogée, permet de supposer que l'on a fait appel pour cette demeure prestigieuse aux maîtres du genre.
Synthèse de l'architecture de la sculpture et de l'art topiaire, l'art pictural le plus abouti entre en effet ici en jeu pour renforcer celui des autres techniques dans la représentation des thèmes chers aux Romains cultivés, férus d'hellénisme, de théâtre et de mythologie, mais aussi, vieux peuple de paysans, attachés à la nature.
Les scénographies théâtrales, les scènes mythologiques, les paysages bucoliques ou les natures mortes se trouvent ici représentés dans une débauche de paysages fantastiques, d'espaces imaginaires, d'horizons multipliés, et dans un délice de raffinements.
Volutes, festons, guirlandes de pierres précieuses, viennent enlacer des masques, des objets rituels, des vases de fleurs, des coupes de fruits, posés sur des corniches feintes ou encadrant des fenêtres en trompe-l'œil. Les fontaines, les prairies en fleurs, les espaces peuplés d'oiseaux ou d'insectes figés sur les murs se confondent avec les fontaines, les prairies, les oiseaux ou les insectes voletant alentour.
Un thème est cependant particulier et récurrent dans la décoration picturale de la villa et semble être une allusion à Poppée, épouse de Néron : la représentation du paon. L'oiseau est en effet un attribut de Junon, épouse de Jupiter, équivalent divin de l'Empereur, et se trouve reproduit à maintes reprises dans les différentes pièces.